# Het lied van de zeemeermin (single)
Het lied van de zeemeermin is een single en tevens titeltrack van het tweeëntwintigste album van K3, uitgebracht op 16 oktober 2024. Het is de negende single van K3 in de bezetting van Julia Boschman, Hanne Verbruggen en Marthe De Pillecyn.

## Achtergrond
Het nummer werd uitgebracht op 16 oktober 2024 en is de titeltrack van de gelijknamige film. Het gaat vooral over jezelf blijven en dat iedereen anders is. 

## Videoclip
De videoclip verscheen op 18 oktober 2024 en werd opgenomen tijdens de filmopnames in Malta. Het was de negende videoclip van K3 in deze formatie.